# Urtima riksdagen 1817–1818
Urtima riksdagen 1817–1818 hölls i Stockholm.
Den 1 oktober 1817 kallade regeringen till urtima riksdag i Stockholm den 20 november. Till ridderskapets och adelns talman (lantmarskalk) utsågs greve Johan August Sandels, prästeståndets talman var ärkebiskopen Jacob Axelsson Lindblom, borgarståndets talman var borgmästaren i Stockholm Carl Fredrik Landberg och bondeståndets talman var bonden Lars Olsson från Bohuslän. Vice talmän var biskopen i Linköping Carl von Rosenstein i prästeståndet, garvareåldermannen och stadsmajoren Johan Vestin i borgarståndet och bonden Anders Hyckert från Uppland i bondeståndet.
Riksdagen avslutades den 21 juli 1818.

## Riksdagsmän
- Prästeståndets ledamöter vid urtima riksdagen 1817–1818